# Sosnówka (stacja kolejowa)
Sosnówka (ukr. Соснівка) – stacja kolejowa w miejscowości Sosnówka, w rejonie czerwonogrodzkim, w obwodzie lwowskim, na Ukrainie. Leży na linii Lwów – Sapieżanka – Kowel.
Stacja obsługuje okoliczne kopalnie węgla oraz zakłady chemiczne, do których odchodzą bocznice.
Stacja istniała przed II wojną światową. Nosiła wówczas nazwę Sielec-Zawonie od pobliskich wsi Sielec Bełski i Zawonie.